# クロハシリーズ
『クロハシリーズ』は、結城充考による日本の推理小説、ミステリー小説のシリーズ。
自動車警邏隊から志願して機動捜査隊に異動してきた神奈川県警の女性刑事・クロハが活躍する。シリーズ第1弾、『プラ・バロック』は第12回日本ミステリー文学大賞新人賞を受賞。

## 登場人物
クロハ・ユウ
神奈川県警の機動捜査隊に所属する女性刑事。ビームライフルやピストル射撃で優秀な成績を収め高い射撃能力を持つ。姉がいたが猟奇殺人犯に殺害され、甥のアイを預かっている。
父親も同じ射撃大会で優秀な成績を収めた刑事だったが、家庭内暴力の常習犯であり彼のことを憎んでいた。
カガ
神奈川県警捜査本部刑事部の主任。一見すると横柄な性格でかつて女性に暴力事件を起こしたという噂が流れたが、実際は精神が不安定になった婚約者を落ち着かせるためにやったことだった。
サトウ
神奈川県警サイバー犯罪対策課に所属する捜査員。
ハラ
臨岸署住民相談係に所属する女性警察官。
キリ
19歳の青年でクロハのチャット仲間。猟奇殺人犯「鼓動」の誘導によって自殺未遂を起こすが、クロハの射撃術によって助けられる。
タカハシ
裏社会に繋がる男。もとは真っ当な経営者だったが、5年前に妻を猟奇殺人犯「鼓動」によって殺害され、復讐のために裏社会に足をかけることになった。

## シリーズ一覧
- プラ・バロック（2009年3月 光文社） - 第12回日本ミステリー文学大賞新人賞
- エコイック・メモリ（2010年8月 光文社）
- 衛星を使い、私に（2011年8月 光文社） - 短編集
- アルゴリズム・キル（2016年6月 光文社）

## テレビドラマ
シリーズ第1作『プラ・バロック』を原作としたスペシャルドラマ『クロハ 〜機捜の女性捜査官〜』（クロハ きそうのじょせいそうさかん）が2015年2月22日21:00 - 23:10 にテレビ朝日系『日曜エンターテインメント』で放送された。主演は杏。

### キャスト
- クロハ / 黒葉 佑（くろは ゆう） - 杏
- 加我 晃太（かが こうた） - 池内博之
- 黒葉 諒（くろは りょう） - 小西真奈美
- キリ - 中村倫也
- 神崎 修（かんざき おさむ） - 眞島秀和
- 佐藤 尚（さとう なお） - 福士誠治
- 原 誠子（はら せいこ） - 野村麻純
- 國枝 正典（くにえだ まさのり） - 吉田鋼太郎
- 杉 泰男（すぎ やすお） - 段田安則
- タカハシ - 仲村トオル
- 雷雲 - 小林直己[3]
- BJ - RED RICE[3]
- 双葉悟 - おかやまはじめ
- 蒲生一郎 - 浜田学
- 武田規一 - 大西武志
- 勝矢
- 石井順治 - 増田修一朗
- 黒葉司 - 野村修一
- ナレーター - 増谷康紀

### スタッフ
- 原作 - 結城充考『プラ・バロック』（光文社文庫刊）
- 脚本 - 高橋悠也
- 監督 - 麻生学
- 主題歌 - Aimer「君を待つ」[4][5]（DefSTAR RECORDS）
- サウンドデザイン - 石井和之
- 警察監修 - 甲斐民宏
- アクション監督 - 田渕景也
- ガンエフェクト - 納富貴久男
- カースタント - タカハシレーシング
- 技術協力 - ビデオスタッフ
- CG・美術協力 - テレビ朝日クリエイト
- プロデューサー - 中込卓也（テレビ朝日）、里内英司（5年D組）
- 制作協力 - 5年D組
- 制作著作 - テレビ朝日